# سيفيم داغديلين

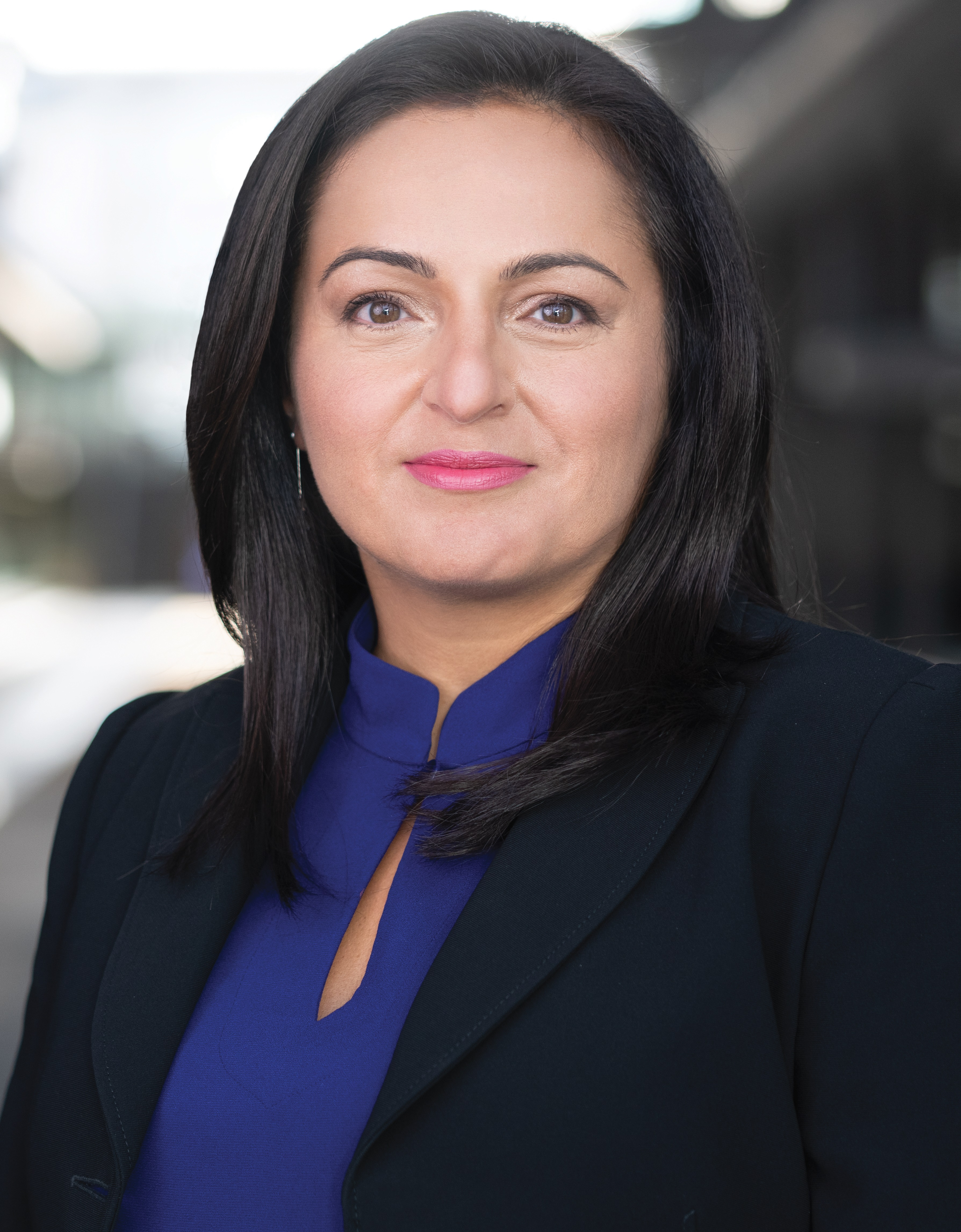
سويم داغديلين (2021)

سويم داغدلن (بالنقحرة: سيفيم داغديلين) (من مواليد 4 سبتمبر 1975 في دويسبورغ ) هي سياسية ألمانية تنتمي إلى تحالف سارة فاجنكنشت BSW سابقًا كانت في حزب اليسار. وهي نائب في البوندستاغ الألماني منذ عام 2005.

## الحياة و التعليم
نشأت سويم في مدينة دويسبورغ وهي ابنة لأبوين كرديين - علويين ولديها خمسة أشقاء. في عام 1997 أكملت شهادة الثانوية في مدرسة في دويسبورغ. ومن عام 1997 إلى عام 2005 درست القانون في جامعات ماربورغ وأديلايد وكولونيا . لكنها لم تكمل دراستها.
.
من عام 1996 إلى 1998، كانت سويم عضوًا في مجلس إدارة ممثلية طلاب ولاية شمال الراين-وستفاليا وأيضًا في ممثلية الطلاب على المستوى الاتحادي. منذ عام 1991، هي عضو في اتحاد النقابات "فيردي" (ver.di). بين عامي 1993 و2001، كانت عضوًا في اللجنة الوطنية للشباب التابعة لمنظمة الشباب في اتحاد جمعيات العمال الديمقراطيين (DIDF). منذ عام 2003، كانت عضوًا في الهيئة التنفيذية الوطنية لـ DIDF. في عام 2005، كانت سويم من بين المؤسسين المشاركين للاتحاد الوطني للنساء المهاجرات في ألمانيا.

## دخول البوندستاغ
بعد انتخابات البوندستاغ لعام 2005، دخلت سويم إلى البرلمان الألماني (البوندستاغ) أول مرة. ترشحت عام 2005 مباشرة في دائرة كريفلد الثانية – فيزيل الثانية، وكذلك في الأعوام 2009، 2013، 2017، و2021 في دائرة بوخوم الأولى، ودخلت البوندستاغ في كل مرة عبر قائمة حزب اليسار (Die Linke) في شمال الراين-وستفاليا. في البوندستاغ التاسع عشر، كانت سويم ممثلة رئيسية في لجنة الشؤون الخارجية. كما كانت عضوة بديلة في لجنة الشؤون الداخلية والوطن، ولجنة الاقتصاد والطاقة، ولجنة الدفاع.
بعد انتخابها الأول للبرلمان، أصبحت مفوضة سياسة الهجرة والاندماج في الكتلة البرلمانية لحزب اليسار، وفي عام 2009، أصبحت المتحدثة باسم العلاقات الدولية. بين عامي 2017 و2019، شغلت منصب نائبة رئيس كتلة اليسار البرلمانية، بعد تهديد رئيسة الكتلة سارة فاغنكنيشت بالاستقالة إذا لم يتم انتخاب سويم. بعد انسحاب فاغنكنيشت في عام 2019، لم تترشح سويم مجددًا لهذا المنصب. كما كانت متحدثة باسم سياسة نزع السلاح منذ عام 2017.
في عام 2010، بعد خطاب الرئيس الإسرائيلي شمعون بيريز في البوندستاغ في ذكرى ضحايا النازية، لم تشارك سويم، إلى جانب سارة فاغنكنيشت وكريستين بوخولز، في التصفيق الوقوفي الذي قدمه باقي النواب، وهو تصرف تعرض لانتقادات شديدة من بعض أعضاء حزب اليسار.
في نفس العام، رفضت سويم دعوة رئيس الوزراء التركي رجب طيب أردوغان لحضور فعالية في إسطنبول، والتي كانت تهدف إلى تشجيع السياسيين ذوي الأصول التركية على المزيد من النشاط السياسي لصالح تركيا، معتبرة ذلك محاولة للتأثير على السياسة الداخلية.
في سبتمبر 2012، زارت جوليان أسانج في السفارة الإكوادورية في لندن.
في 7 يوليو 2014، تعرض مكتبها الانتخابي في بوخوم للتخريب برسم صليب معقوف باللون الأحمر وإلقاء أكياس طلاء بيضاء عليه.
في مايو 2016، أعربت سويم خلال ظهورها في برنامج مع آني فيل عن دعمها لحزب العمال الكردستاني (PKK) المصنف كمنظمة إرهابية في ألمانيا والولايات المتحدة والاتحاد الأوروبي، مما أثار انتقادات حادة من المشاركين الآخرين في البرنامج.
في أغسطس 2018، قبل التأسيس الرسمي لحركة "انهض" (Aufstehen)، أعربت سيفم عن دعمها للحركة في مقال مشترك مع ماركو بيلوف وأنتجي فولمر.
في عام 2017، أثارت سويم جدلاً في البوندستاغ عندما عرضت علم ميليشيا وحدات حماية الشعب الكردية (YPG).
منذ عام 2019، أصبحت سويم عضوًا في الجمعية البرلمانية الألمانية-الفرنسية.
وفقًا لمجلة "دير شبيغل"، كانت سويم العضو الأكثر غيابًا عن التصويتات بالاسم في البوندستاغ خلال الدورة التشريعية العشرين حتى 1 أبريل 2023.
في أكتوبر 2023، وبعد الإعلان عن تأسيس جمعية "BSW – من أجل العقل والعدالة"، غادرت سويم مع تسعة أعضاء آخرين من البوندستاغ حزب اليسار. في يناير 2024، أصبحت عضوًا في الحزب الجديد "BSW" الذي نشأ عن هذه الجمعية.